# Alexander Macklin

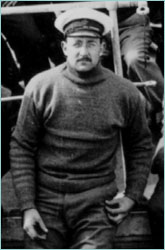
Alexander Macklin (ca. 1914 bei der Endurance-Expedition)

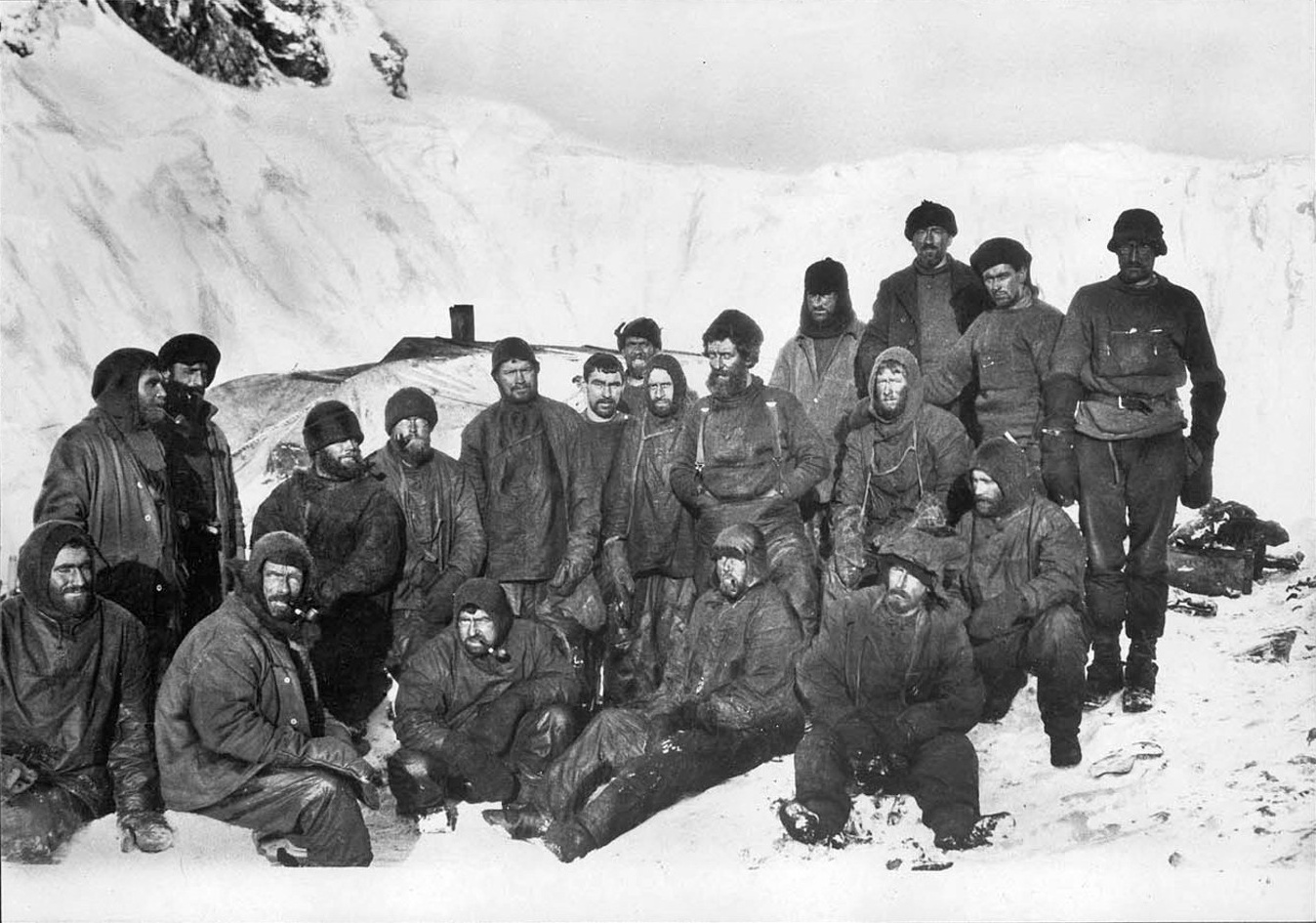
Alexander Macklin (ganz rechts) und der Großteil der anderen auf Elephant Island gestrandeten Männer der Endurance-Expedition (1916)

Alexander Hepburn Macklin OBE, MC (*  1. September 1889 in Britisch-Indien; † 21. März 1967 in Aberdeen) war ein britischer Arzt und Polarforscher.

## Leben
Macklin wurde als zweitältestes von sechs Kindern des Arztes Thomas Thornton Macklin (1854–1931) und dessen Frau Janet Hepburn Macklin (geborene Borthwick, 1859–1938) in Indien (nach anderen Quellen im schottischen Melrose) geboren. Im Jahr 1891 siedelte sich die Familie auf der zu den Scilly-Inseln gehörenden Insel St Mary’s an, wo Macklin seine Liebe für die Seefahrt entdeckte. Nach seiner Schulzeit in Bodmin und einer Tätigkeit als Deckshelfer auf einem Schiff im Mittelmeer studierte er Medizin an der University of London und an der Victoria University of Manchester. In Manchester war er Teil der universitären Rugbymannschaft und spielte auch für den Manchester Football Club (heute Manchester Rugby Club).
Kurz nach dem Ende seines Studiums bewarb sich Macklin erfolgreich beim britischen Polarforscher Ernest Shackleton für die Teilnahme an dessen Endurance-Expedition (1914–1917) mit dem Ziel, zum ersten Mal den antarktischen Kontinent auf dem Landweg über den geographischen Südpol hinweg zu durchqueren. Neben seinen medizinischen Pflichten bei dieser Forschungsreise war Macklin schließlich als einer der besten Musher der Mannschaft für eines der Schlittenhundegespanne verantwortlich. Trotz seines oftmals aufbrausenden Temperaments war er wegen seines Engagements bei harten Arbeiten und einer unerschütterlichen positiven Grundhaltung bei den anderen Expeditionsteilnehmern beliebt. Nach dem Untergang des Expeditionsschiffs Endurance im November 1915 und einem Zwangsaufenthalt auf dem Eis des Weddell-Meeres übernahm Macklin nach der Anlandung auf Elephant Island gemeinsam mit James McIlroy (1879–1968) die medizinische Versorgung der dort gestrandeten Männer. Für seine Verdienste, die dazu beitrugen, dass die Expedition ohne Verlust von Menschenleben auskam, wurde Macklin mit der silbernen Ausführung der Polar Medal geehrt.
Nach seiner Rückkehr von der Expedition nach England wurde Macklin zum Royal Army Medical Corps berufen und diente während des Ersten Weltkriegs in Frankreich, Russland und Italien. 1921 nahm er Shackletons Angebot zur Teilnahme an dessen Quest-Expedition (1921–1923) an. Macklin war als einziger Augenzeuge zugegen, als Shackleton in den frühen Morgenstunden des 5. Januar 1922 an Bord der Quest im Hafen von Grytviken auf der Insel Südgeorgien an einem Herzinfarkt starb.
Im Jahr 1926 eröffnete Macklin eine Arztpraxis in Dundee, wo er bis 1947 tätig war. Zwischenzeitlich diente er erneut beim Royal Army Medical Corps in Ostafrika während des Zweiten Weltkriegs. Nach dem Krieg heiratete er 1947 die Krankenschwester Jean Ogilvy Hanton (1918–1997), mit der er zwei Söhne bekam, und arbeitete in unterschiedlichen Positionen als Berater in Krankenhäusern in Aberdeen. Zudem hielt er Vorlesungen zur Sozialmedizin an der University of Aberdeen. 1940 wurde er über die Dauer des Zweiten Weltkriegs Präsident des Antarctic Club. 1960 ging er in den Ruhestand und starb sieben Jahre später als einer der letzten Veteranen der Endurance-Expedition im Alter von 77 Jahren. Sein Grab befindet sich auf dem Weirhill Cemetery in Melrose.
Mount Macklin, ein 1900 m hoher Berg mit Doppelgipfel in der Salvesen Range auf der Insel Südgeorgien, ist nach ihm benannt.